# Pontella kleini
Pontella kleini is een eenoogkreeftjessoort uit de familie van de Pontellidae. De wetenschappelijke naam van de soort is voor het eerst geldig gepubliceerd in 2003 door Mulyadi.